# ヤグノブ人

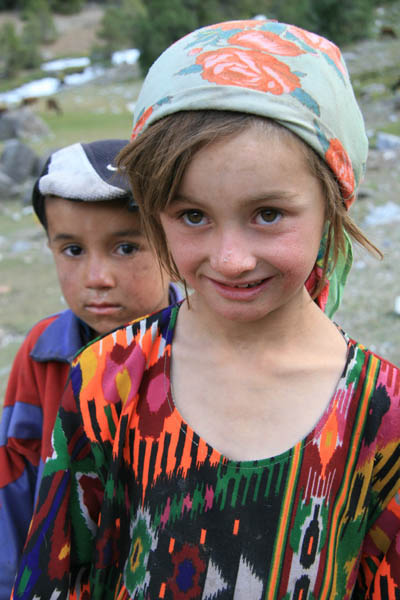
ヤグノブ人の子ども

ヤグノブ人（ヤグノブ語: yaγnōbī́t、 タジク語: яғнобиҳо, yağnobiho/jaƣnoʙiho）はタジキスタンの少数民族である。ヤグノビとも呼ばれる。タジキスタンソグド州のヤグノブ川上流のヤグノブ渓谷、クール、バルゾブ川に居住している。アム川をこえて広く中央アジアに居住していたソグド語話者の子孫と言われている。
ヤグノブ人はイラン語群に属するヤグノブ語話者である。ヤグノブ語はソグド語の直系の言語と考えられていて、学術的には現代ソグド語とも呼ばれる。
ヤグノブ人の人口はおおよそ2万5000人いるといわれている。
ヤグノブ人は伝統的に小麦、大麦、豆果を生産し、牛、ロバも育成していた。また、伝統的な手工芸品として男性は織物を女性は陶器の食器を生産している。

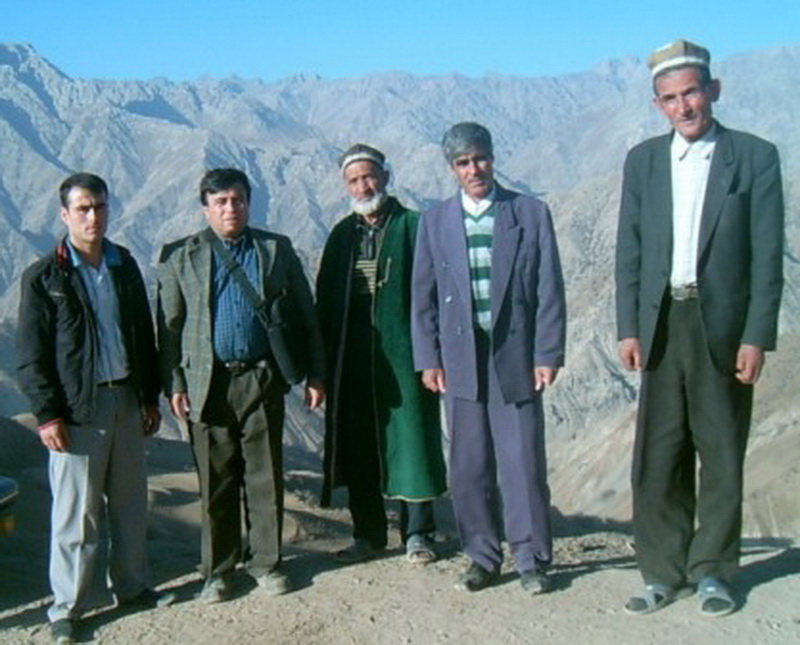
タジキスタンのヤグノブ語を話す人たち

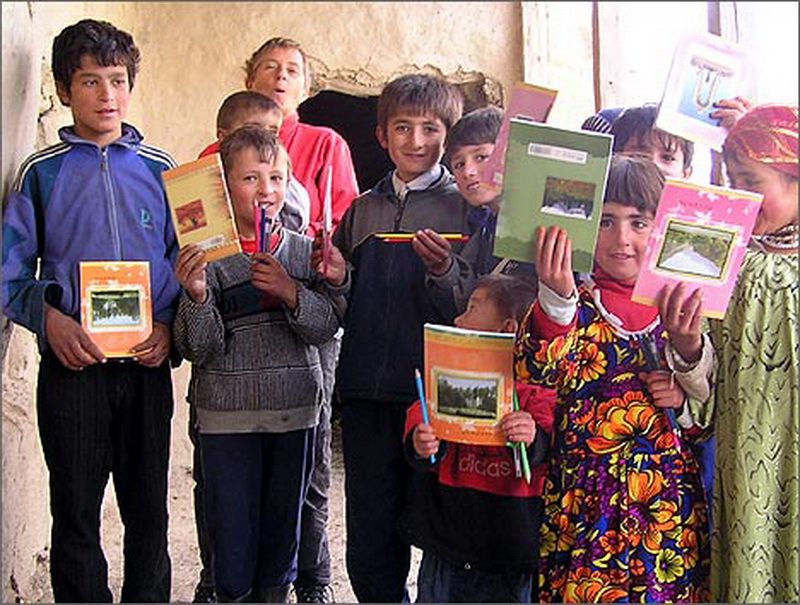
タジキスタンの学校に通う年齢のヤグノブ語を話す子供たち

| ヤグノブ人の子ども |  | ヤグノブ人の子ども |
| ヤグノブ人の子ども |  |                    |

## 歴史
ヤグノブ人はソグディアナが起源ではあるが、8世紀にイスラム教徒の侵入で敗北して、高地の渓谷に移住した。ヤグノブ人はイスラム教スンナ派ではあるもののゾロアスター教のようなイスラム化以前の宗教の要素がいまだ保たれている。
20世紀になってもヤグノブ人のもともとの居住地は道路や電気が整備されない地域であった。1930年代にはソビエト連邦の大粛清により、多くのヤグノブ人が亡命したが、最も衝撃的な出来事は1957年から1970年のヤグノブ渓谷の山岳地帯からタジキスタンのステップ気候の低地への強制移住とも言われている
。
1983年にヤグノブ渓谷に帰還し始めた。このとき、平原に残ったヤグノブ人は子供がタジク語を学校で勉強するというようにタジク人との同化する傾向がある。ヤグノブ渓谷への帰還者の大半は今も電気や道路から隔絶された生活を送る。